# Luzhou Lantian Airport
Luzhou Lantian Airport (kinesiska: 泸州蓝田机场) är en flygplats i Kina. Den är belägen i provinsen Sichuan, i den sydvästra delen av landet, omkring 240 kilometer sydost om provinshuvudstaden Chengdu.
Runt Luzhou Lantian Airport är det tätbefolkat, med 947 invånare per kvadratkilometer. Närmaste större samhälle är Luzhou, 5,3 km nordost om Luzhou Lantian Airport. Trakten runt Luzhou Lantian Airport består till största delen av jordbruksmark.
Genomsnittlig årsnederbörd är 1 447 millimeter. Den regnigaste månaden är september, med i genomsnitt 284 mm nederbörd, och den torraste är januari, med 27 mm nederbörd.